# Premios Lo Nuestro
Los Premios Lo Nuestro o Premios Lo Nuestro a la Música Latina es una ceremonia de entrega a «la excelencia en la música latina a elección del público», presentado por la cadena de televisión TelevisaUnivision y fueron creados en el año 1989, siendo la entrega de Premios más antigua en la historia de la música latina.Varios cantantes, actores, presentadores y celebridades del mundo hispano y latino se presentan anualmente en este evento.
El programa es emitido en el continente americano; la premiación se ha caracterizado desde sus inicios por galardonar a los más prestigiosos representantes del mundo musical latino a través del Premio a la Excelencia que estrenó la Reina de la Salsa Celia Cruz y que en la segunda edición recibieron Juan Gabriel y Plácido Domingo. Este máximo Premio también lo han recibido otras ilustres figuras como Thalía, Luis Miguel, Juan Luis Guerra, Ana Gabriel, Gloria Trevi, Ricky Martin, Olga Tañón, Paulina Rubio, Juanes, José Feliciano, Chayanne, Gloria Estefan, Shakira, Ricardo Arjona, Graciela Beltrán y muchos otros. 
Shakira es una de las artistas que posee mas galardones, 32 Premios Lo Nuestro hasta 2025.
Los Premios se realizaron en mayo entre los años 1989 y 2000. Desde 2001, son realizados el tercer jueves de febrero, con excepción de la ceremonia del año 2009 que fue hecha en marzo de ese año.

## Ediciones
| Fecha                 | Ceremonia               | Recinto                | Ciudad                | Premio a la Trayectoria                |
| --------------------- | ----------------------- | ---------------------- | --------------------- | -------------------------------------- |
| 25 de mayo de 1989    | Premios Lo Nuestro 1989 | James L. Knight Center | Miami, Florida        | —                                      |
| 24 de mayo de 1990    | Premios Lo Nuestro 1990 | James L. Knight Center | Miami, Florida        | Celia Cruz                             |
| 23 de mayo de 1991    | Premios Lo Nuestro 1991 | James L. Knight Center | Miami, Florida        | Plácido Domingo y Juan Gabriel.        |
| 21 de mayo de 1992    | Premios Lo Nuestro 1992 | Caesars Palace         | Las Vegas, Nevada     | Gloria Estefan                         |
| 20 de mayo de 1993    | Premios Lo Nuestro 1993 | James L. Knight Center | Miami, Florida        | Armando Manzanero                      |
| 19 de mayo de 1994    | Premios Lo Nuestro 1994 | James L. Knight Center | Miami, Florida        | Emilio Estefan                         |
| 18 de mayo de 1995    | Premios Lo Nuestro 1995 | James L. Knight Center | Miami, Florida        | Julio Iglesias                         |
| 9 de mayo de 1996     | Premios Lo Nuestro 1996 | James L. Knight Center | Miami, Florida        | Marco Antonio Solís                    |
| 8 de mayo de 1997     | Premios Lo Nuestro 1997 | James L. Knight Center | Miami, Florida        | Mariachi Vargas de Tecalitlán          |
| 7 de mayo de 1998     | Premios Lo Nuestro 1998 | James L. Knight Center | Miami, Florida        | Los Panchos                            |
| 6 de mayo de 1999     | Premios Lo Nuestro 1999 | James L. Knight Center | Miami, Florida        | Los Tigres del Norte                   |
| 4 de mayo de 2000     | Premios Lo Nuestro 2000 | James L. Knight Center | Miami, Florida        | Antonio Aguilar                        |
| 8 de febrero de 2001  | Premios Lo Nuestro 2001 | James L. Knight Center | Miami, Florida        | Joan Sebastian                         |
| 7 de febrero de 2002  | Premios Lo Nuestro 2002 | James L. Knight Center | Miami, Florida        | José José                              |
| 6 de febrero de 2003  | Premios Lo Nuestro 2003 | James L. Knight Center | Miami, Florida        | Luis Miguel                            |
| 26 de febrero de 2004 | Premios Lo Nuestro 2004 | Miami Arena            | Miami, Florida        | Ricky Martin                           |
| 24 de febrero de 2005 | Premios Lo Nuestro 2005 | Kaseya Center          | Miami, Florida        | Los Temerarios                         |
| 23 de febrero de 2006 | Premios Lo Nuestro 2006 | Kaseya Center          | Miami, Florida        | Ana Gabriel                            |
| 22 de febrero de 2007 | Premios Lo Nuestro 2007 | Kaseya Center          | Miami, Florida        | Juan Luis Guerra.                      |
| 21 de febrero de 2008 | Premios Lo Nuestro 2008 | Kaseya Center          | Miami, Florida        | Vicente Fernández.                     |
| 26 de marzo de 2009   | Premios Lo Nuestro 2009 | BankUnited Center      | Coral Gables, Florida | Emmanuel                               |
| 18 de febrero de 2010 | Premios Lo Nuestro 2010 | Kaseya Center          | Miami, Florida        | Chayanne                               |
| 17 de febrero de 2011 | Premios Lo Nuestro 2011 | Kaseya Center          | Miami, Florida        | Maná                                   |
| 16 de febrero de 2012 | Premios Lo Nuestro 2012 | Kaseya Center          | Miami, Florida        | Pepe Aguilar                           |
| 21 de febrero de 2013 | Premios Lo Nuestro 2013 | Kaseya Center          | Miami, Florida        | Alejandro Sanz                         |
| 20 de febrero de 2014 | Premios Lo Nuestro 2014 | Kaseya Center          | Miami, Florida        | Marc Anthony                           |
| 19 de febrero de 2015 | Premios Lo Nuestro 2015 | Kaseya Center          | Miami, Florida        | Ricardo Arjona y Laura Pausini.        |
| 18 de febrero de 2016 | Premios Lo Nuestro 2016 | Kaseya Center          | Miami, Florida        | Carlos Vives                           |
| 23 de febrero de 2017 | Premios Lo Nuestro 2017 | Kaseya Center          | Miami, Florida        | Romeo Santos                           |
| 22 de febrero de 2018 | Premios Lo Nuestro 2018 | Kaseya Center          | Miami, Florida        | Gloria Estefan y Emilio Estefan.       |
| 21 de febrero de 2019 | Premios Lo Nuestro 2019 | Kaseya Center          | Miami, Florida        | Daddy Yankee, Intocable y Juan Miguel. |
| 20 de febrero de 2020 | Premios Lo Nuestro 2020 | Kaseya Center          | Miami, Florida        | J Balvin                               |
| 18 de febrero de 2021 | Premios Lo Nuestro 2021 | Kaseya Center          | Miami, Florida        | Gloria Trevi                           |
| 24 de febrero de 2022 | Premios Lo Nuestro 2022 | Kaseya Center          | Miami, Florida        | Paulina Rubio                          |
| 23 de febrero de 2023 | Premios Lo Nuestro 2023 | Kaseya Center          | Miami, Florida        | Víctor Manuelle                        |
| 22 de febrero de 2024 | Premios Lo Nuestro 2024 | Kaseya Center          | Miami, Florida        | Olga Tañón                             |
| 20 de febrero de 2025 | Premios Lo Nuestro 2025 | Kaseya Center          | Miami, Florida        | Alejandro Fernández                    |